# Друкарь (видавництво)
Друкарь — українське видавниче товариство у 1916–1924 роках. Засноване 1916 року в Петрограді. З 1917 року перемістилося разом з книгарнею до Києва, в Петрограді залишилась філія підприємства. Товариство займалось випуском художньої літератури, мовознавчих та літературознавчих досліджень, словниками, підручниками, художніми листівками та іншою поліграфічною продукцією. Директором видавництва впродовж всього часу був Павло Балицький. Навколо видання об'єднались ряд відомих українських діячів культури та науки: Павло Тичина, Василь Атаманюк, Олексій Шахматов, Агатангел Кримський, Павло Зайцев, Федір Ернст, Григорій Голоскевич, Олександр Лотоцький, Антон Середа, Сергій Єфремов, Микола Зеров, Георгій Нарбут, Лесь Лозовський, Дмитро Дорошенко, Олександр Шульгин, Опанас Маркович та інші. На базі товариства виходив журнал «Наше минуле». Попри складні суспільно-політичні й громадські події видавництво зуміло видрукувати низку видань значущого культурно-історичного значення для України та української мови. У 1924 році «Друкарь» припинив діяльність. 

## Історія

### Заснування
Військова цензура Російської імперії дозволила діяльність товариства 9 грудня 1916 року з метою видання книг, брошур, картин, карт і інших галузей друкарства, утримання друкарень, літографій і подібних промислових підприємств, і провадження торгу друками. Статут підприємство зареєстровано 18 листопада 1916 року в петербурзького нотаріуса С. Н. Харічкова за адресою  3 лінії Васильєвського острова, 48. Продаж книжок мав здійснюватись через «Український базар» на Петроградській стороні, Большого проспекту, 1. На 9 грудня статутний капітал видавництва становив п'ять тисяч рублів. За засновника вважали кожного, хто підписався на паї до 1 лютого 1917 року без обмеження суми внесків. Влітку 1917 року засновник товариства Павло Балицький переїхав до Києва та сформував навколо видавництва «штаб петроградської української еміграції у Києві». До найближчого оточення видавництва за запрошенням Балицького належали Павло Зайцев, Григорій Голоскевич та Сергій Єфремов, Андрій Ніковський, В'ячеслав Прокопович. На думку українського письменника Дмитра Нитченка Григорій Голоскевич перевіз видавництво до Києва.  До столиці України спочатку перевезли друкарню та книжкову комору. 23 грудня 1917 року на Хрещатик, 50 відкрита книгарня.

### Діяльність
У Петрограді видавництво від заснування діяло менш як рік. За перший період діяльності було видано 10 тисяч примірників двотомового видання «Кобзаря» Тараса Шевченка за редакцією Василя Доманицького в друкарні А. Ф. Дреслера за дозволом військової цезури від 20 січня 1917 року. Впродовж 1917 року товариство видає низку агітаційних листівок.